# DoYaThing
"DoYaThing" és una cançó de la banda virtual de rock alternatiu Gorillaz, junt amb James Murphy de LCD Soundsystem i André 3000 d'Outkast. Fou encarregada per l'empresa Converse dins la seva campanya "Three Artists. One Song.", que posava el punt de partida al llançament de la col·lecció de vambes d'edició limitada Chuck Taylor All-Stars, dissenyada pel membre de Gorillaz, Jamie Hewlett. Aquestes bambes tenien un disseny relacionat amb el material artístic de Gorillaz. En la portada del senzill apareixen quatre personatges: 2D i Murdoc Niccals de Gorillaz, un babuí que representa James Murphy i un home negre emmascarat que representa André 3000.

## Informació
La idea de la cançó va aparèixer quan l'empresa Converse va preguntar als artistes de Gorillaz, Damon Albarn i Jamie Hewlett, si volien dissenyar una col·lecció exclusiva de bambes esportives relacionades amb Gorillaz. Un cop acabat el disseny, Converse i Cornerstone, l'empresa que promocionava la campanya "Three Artists. One Song.", va intentar convèncer Albarn per ampliar la seva col·laboració amb una cançó. Albarn va acceptar l'oferta i va convidar James Murphy i André 3000 per participar-hi. Albarn va compondre la cançó i els va convidar al seu estudi de gravació de Londres. Malgrat que no es coneixien personalment, l'experiència va ser molt natural i satisfactòria. La cançó va ser escrita i gravada en només tres dies, amb la versió llarga de 13 minuts enregistrada el darrer dia.
El videoclip fou dirigit per Hewlett i publicat el 29 de febrer de 2012. Es va utilitzar una mescla entre personatges en 2D i CGI combinats amb imatges reals. La casa utilitzada per la filmació era a Hammersmith, Londres.

## Llista de cançons
Descàrrega digital
1. "DoYaThing" − 4:26

CD senzill promocional
1. "DoYaThing" (Edició ràdio) − 4:26
2. "DoYaThing" (Versió completa) − 13:09

Vinil 10" Record Store Day
1. "DoYaThing" (Versió completa) − 13:09